# Graptacme inversa
Graptacme inversa är en blötdjursart som först beskrevs av Gérard Paul Deshayes 1826.  Graptacme inversa ingår i släktet Graptacme och familjen Dentaliidae. Inga underarter finns listade i Catalogue of Life.